# Phlegetonia repleta
Phlegetonia repleta är en fjärilsart som beskrevs av Walker 1865. Phlegetonia repleta ingår i släktet Phlegetonia och familjen nattflyn. Inga underarter finns listade i Catalogue of Life.